# 忙糯乡
忙糯乡（佤语：mang no:1142），是中华人民共和国云南省临沧市双江拉祜族佤族布朗族傣族自治县下辖的一个乡镇级行政单位。

## 行政区划
忙糯乡下辖以下地区：
忙糯村、小坝子村、康太村、邦界村、荒田村、巴哈村、滚岗村、南骂河村、富王村和南亢村。